# Навоша, Дмитрий Александрович
Дми́трий Алекса́ндрович Наво́ша (бел. Дзмітрый Аляксандравіч Навоша; род. 5 апреля 1978, Черкассы, Дзержинский район, Минская область, Белоруссия) — белорусский общественный деятель, журналист, редактор, издатель, медиаменеджер, сооснователь и гендиректор порталов sports.ru (2006-2019) и tribuna.com (c 2013 года).

## Биография
Дмитрий Навоша родился 5 апреля 1978 года в деревне Черкассы Дзержинского района Минской области в русскоязычной семье, белорусский выучил уже в школе. Учился в школе в городе Фаниполь. Окончив школу, начал сотрудничать с газетой «Прессбол» в Белоруссии. С мая 1999 по апрель 2003 года — обозреватель газеты «Известия». С мая 2003 по июнь 2004 года работал в издательском доме «Афиша». С июня 2004 по август 2008 года — старший редактор журнала «PROспорт». В 2006 году стал совладельцем портала «Sports.ru» и возглавил его.
22 апреля 2019 года Дмитрий Навоша покинул пост гендиректора издания Sports.ru. Об этом он написал на своей странице в Facebook. Новым руководителем проекта стал Марк Тен, занимающий должность управляющего директора издания.
После задержания Сергея Тихановского 29 мая 2020 года в Гродно Дмитрий Навоша отложил свои дела и почти всё время стал посвящать событиям Беларуси.
Стоял у истоков создания Фонда солидарности. Цель фонда — помочь белорусам, потерявшим работу из-за участия в протестах, которые идут в стране после президентского голосования[чего?]. Помощь направлена в том числе на силовиков, которые отказываются выполнять распоряжения о разгоне митингов. Партнерами Навоши стали другие предприниматели белорусского происхождения, которые выступают за уход Александра Лукашенко.
В 2021 продал sports.ru и переехал в Украину. Заявил, что не рискует ездить в Россию после случаев задержания в этой стране белорусских граждан.
Много было причин, разные у разных людей (совладельцев). Я в том числе был вынужден учитывать то, что я, наверное, буду вредить проекту, если буду в нем оставаться, что, возможно, будет прилетать из-за меня, и лучше, чтобы такого не было. И я очень счастлив, что удалось выйти до того момента, как эти проблемы могли возникнуть, когда появились чудовищные изменения в России, иностранные агенты и так далее.Дмитрий Навоша
В январе 2023 года минский городской суд заочно приговорил Дмитрия Навошу и ещё несколько человек к 12 годам колонии каждому по уголовному делу о разжигании вражды и незаконном сборе персональных данных белорусских силовиков и чиновников. В отношении обвиняемых впервые в истории Беларуси дело рассматривалось в порядке специального (заочного) производства.